# كاثرين هيكس
كاثرين هيكس (بالإنجليزية: Catherine Hicks )‏ (و. 1951  م) هي ممثلة أفلام، وممثلة مسرحية، وممثلة تلفزيونية أمريكية، ولدت في مانهاتن.

## التعليم
تعلمت في جامعة كورنيل، وSaint Mary's College (Indiana) ‏.

## وصلات خارجية
- كاثرين هيكس على موقع IMDb (الإنجليزية)
- كاثرين هيكس على موقع ميتاكريتيك (الإنجليزية)
- كاثرين هيكس على موقع روتن توميتوز (الإنجليزية)
- كاثرين هيكس على موقع ألو سيني (الفرنسية)
- كاثرين هيكس على موقع أول موفي (الإنجليزية)
- كاثرين هيكس على موقع قاعدة بيانات برودواي على الإنترنت (الإنجليزية)
- كاثرين هيكس على موقع قاعدة بيانات الأفلام السويدية (السويدية)
- كاثرين هيكس على موقع إن إن دي بي (الإنجليزية)
- كاثرين هيكس على موقع قاعدة بيانات الفيلم (الإنجليزية)
- كاثرين هيكس على موقع كينوبويسك (الروسية)